# John Sandfield Macdonald
John Sandfield Macdonald (ur. 12 grudnia 1812, zm. 1 czerwca 1872) – kanadyjski prawnik i polityk, premier rządu Prowincji Kanady.

## Życiorys
John Sandfield urodził się w rodzinie szkockich katolickich emigrantów w Górnej Kanadzie. Był najstarszym z pięciorga rodzeństwa. Stracił matkę w wieku ośmiu lat. Wychowywany przez samotnego ojca wykształcił specyficzne cechy charakteru, wśród których dominowały niezależność, samodzielność i samodyscyplina. Nie ukończywszy szkoły średniej, w wieku szesnastu lat zatrudnił się jako sprzedawca w sklepie w Lancaster. Później przeniósł się do Cornwall, gdzie kontynuował swoją karierę subiekta. Po kilku latach pracy dostrzegł brak dalszych perspektyw w tym zawodzie. Namówiony przez miejscowego adwokata do podjęcia studiów prawniczych, najpierw uzupełnił swą edukację na poziomie średnim, a następnie wstąpił na studia prawnicze. Dyplom z wyróżnieniem uzyskał w 1835. Aplikację rozpoczął w biurze Archibalda McLeana, prominentnego polityka konserwatywnego. Gdy McLean został powołany do sądu najwyższego, Macdonald także został jego asystentem. W tym czasie miał okazję poznać i być poznanym przez wielu polityków konserwatywnych, takich jak William Draper, Allan Napier MacNab, Thomas Talbot. W 1840 został powołany do palestry i rozpoczął samodzielną praktykę prawną. Tego samego roku poślubił Marie Christine Waggaman, córkę amerykańskiego polityka, byłego gubernatora Luizjany George’a Augustusa Waggamana.
W 1841 wziął czynny udział w pierwszych wyborach do rady legislacyjnej Prowincji Kanady z listy konserwatywnej. Mandat deputowanego wygrał sporą liczbą głosów, pokonując swego reformistycznego rywala. Wkrótce jednak przeszedł do obozu reformistów i objął tekę ministra sprawiedliwości w gabinecie Baldwina-La Fontaine, a w 1852 został wybrany marszałkiem zgromadzenia legislacyjnego. Jego związek z liberałami był bardzo luźny i zakończył go spór o ordynację wyborczą. Reformiści postulowali przejście do systemu proporcjonalnego, podczas gdy Macdonald był zgodny z konserwatystami, iż należy zachować system podwójnej większości. Umiejscawiając się w centrum sceny politycznej, równie blisko mu było do reformistów, jak i konserwatystów, powszechnie jednak uważany był za niezależnego liberała. Gdy w 1858 zaproponowano mu utworzenie rządu na ko-premierów wybrał liberałów, najpierw Louise Sicotta, a następnie Antoin-Aime Doriona. Trudności w sprawowaniu władzy wobec braku zdecydowanego poparcia dla którejkolwiek partii w zgromadzeniu legislacyjnym nasunął Macdonaldowi pomysł stworzenia rządu koalicyjnego grupującego siły obu partii. Jego koncepcja została zaakceptowana przez obie strony. Sam John Sandfield Macdonald, jako w dużym stopniu niezależny byłby idealnym kandydatem na premiera rządu koalicyjnego, jednak spór z Johnem A. Macdonaldem na tle planów o przyszły ustrój polityczny Kanady wykluczył go z czynnego udziału w sprawowaniu władzy. John Macdonald zaproponował wtedy powrót do podziału Kanady na dwie prowincje, każdą z niezależnym prowincjonalnym rządem. Mandat rządów prowincjonalnych miał być ograniczony do spraw lokalnych. Sprawy ogólnokrajowe miały być rozstrzygane przez nadrzędny rząd federalny. John Sandfield Macdonald sprzeciwiał się systemowi z silnym federalnym rządem, jak i planom ewentualnego rozszerzenia federacji o Kanadę Atlantycką. Ostatecznie jednak poparł plany Konfederacji, w zamian za co John Macdonald obiecał mu poparcie w staraniach o premierostwo prowincji Ontario. Zgodnie z umową został on pierwszym premierem Ontario w 1867 i pozostał nim przez dwa lata, po czym wobec utraty popularności oraz problemów zdrowotnych zmuszony został do ustąpienia.